# Mosaïque du clos des Tilleuls
La mosaïque du clos des Tilleuls dite du dieu marin est une mosaïque du Bas-Empire romain mise-au-jour à Aix-en-Provence dans les années 1950. Elle est inscrite dans la liste des monuments historique.

## Histoire
La mosaïque découverte au Clos des Tilleuls, Traverse de la Molle, est rapidement déposée au musée du Vieil-Aix à l'Hôtel d'Estienne-de-Saint-Jean. Elle est datée du IIIe siècle.
La mosaïque fait l'objet d'une inscription au titre des monuments historiques par arrêté du 3 février 1930.
Longtemps conservée dans l'établissement indiqué, avec la construction du Dépôt archéologique de la ville d'Aix-en-Provence, cette mosaïque a été déménagée dans ces nouveaux locaux. Bien que morcelée avec une certaine rigueur empaquetée et déposée dans des caisses en bois, elle a subi plusieurs fois des inondations car entreposée dans la cave de l'Hôtel d'Estienne-de-Saint-Jean. Une étude préliminaire réalisée sous l'autorité des services archéologiques de la ville a permis de réaliser un état des lieux qui a constaté d'une part, un assez bon état de conservation général et d'autre part d'en réaliser l'inventaire et le schéma complet.
En l'attente d'un projet de restauration à venir, elle demeure ainsi dans de bonnes conditions de préservation.

## Descriptif du bâtiment
Cette mosaïque est principalement composée de tesselles blanches et noires. Cependant, la tête d'un personnage y figure et lui a donné son nom : la mosaïque dite du dieu marin. Lors de l'étude préliminaire, des tesselles de verre de couleur bleu sombre ont été remarquées dans la chevelure du personnage.